# Francisco Tenório Júnior
Francisco Tenório Cerqueira Júnior (Río de Janeiro, 4 de julio de 1940-desaparecido en Buenos Aires, 18 de marzo de 1976), más conocido como Tenório Jr., fue un pianista brasileño de samba-jazz, de considerable relieve artístico en la década de 1970.
El día 18 de marzo de 1976, cuando acompañaba a los artistas Vinícius de Moraes y Toquinho en un show en Argentina, desapareció en Buenos Aires, después de dejar en el hotel una nota que decía "Voy a salir a comer un sándwich y a comprar un remedio. Ya vuelvo" ("Vou sair para comer um sanduíche e comprar um remédio. Volto logo."). Nunca más apareció.
De acuerdo con testimonios y documentos obtenidos por investigadores brasileños, Tenório Jr. habría sido secuestrado por un grupo de tareas perteneciente a la Armada Argentina en la madrugada del 18 de marzo — pocos días antes del Golpe de Estado del 24 de marzo de 1976— y llevado a la Escuela de Mecánica de la Armada (ESMA), donde habría sido torturado y probablemente asesinado de un tiro por Alfredo Astiz el 27 de marzo. 
Los datos indicarían que Tenório Jr. fue secuestrado en el marco del Plan Cóndor (el cual consistió en un plan organizado por las dictaduras sudamericanas de represión, tortura y asesinatos sistemáticos a nivel regional), ya sea por indicación o con conocimiento del gobierno militar brasileño, el cual sabía que los militares argentinos se habían equivocado de persona al momento del secuestro. En Argentina, el grupo de fiscales que investiga el terrorismo de Estado en Argentina en las décadas de 1970 y 1980, ha incluido su secuestro, torturas y asesinato, en la segunda etapa de la causa de Plan Cóndor, la cual fue elevada a juicio y obtuvo sentencias en 2016.
Tenório Jr. ha dejado un solo álbum personal, Embalo (1964), y varias colaboraciones en importantes trabajos discográficos. El crítico musical Ruy Castro ha subrayado la importancia del lugar artístico de Tenório Júnior diciendo que "la música brasileña podría haber sido otra si Tenorio no hubiera desaparecido. Es el eslabón perdido de la modernidad artística".

## Su vida
Francisco Tenório Jr. nació en el barrio de las Laranjeiras en Río de Janeiro. Estudió en la Faculdade Nacional de Medicina, al mismo tiempo que se dedicaba al piano, convirtiéndose en la década de 1970 en uno de los profesionales brasileños más buscados por los artistas.
Fue considerado uno de los músicos más importantes de la bossa nova, aunque la crítica lo ha visto más bien como un eslabón entre la bossa nova y el jazz moderno. Acostumbraba presentarse en el Beco das Garrafas (Callejón de las Botellas), un lugar de Copacabana que fue uno de los reductos en los que surgió la bossa nova.
El día 18 de marzo de 1976, mientras se presentaba en Buenos Aires acompañando en el piano a Vinicius de Moraes y Toquinho, Tenório Júnior desapareció sin dejar rastro. Tenorio se encontraba alojado en el hotel Normandie, ubicado en Rodríguez Peña 320, a pocos metros de la avenida Corrientes, eje central del espectáculo porteño. Había dejado una nota que decía: "Voy a salir a comer un sándwich y a comprar un remedio. Ya vuelvo" ("Vou sair para comer um sanduíche e comprar um remédio. Volto logo."). Nunca más apareció.
Francisco Tenório Júnior tenía 34 años. Dejó cuatro hijos y su esposa, Carmen Cerqueira Magalhães, que estaba embarazada. El quinto hijo nació un mes después de su desaparición.
En esa época, hubo varias versiones, como la citada por la cantante Elis Regina en una entrevista concedida al jornal Folha de S. Paulo, el 3 de junio de 1979. Según Elis, Tenorinho había sido visto en 1977, en una cárcel de La Plata, información que nunca fue confirmada.
Apenas diez años después de su desaparición, Cláudio Vallejos, ex cabo y miembro del Servicio de Información Naval, el servicio secreto de la Armada Argentina, reveló a la extinta revista brasileña Senhor (n° 270, mayo de 1986), en Río de Janeiro, que Tenório Jr. había sido abordado en la calle por una patrulla militar y arrestado. Según Vallejos, las autoridades brasileñas habían sido informadas del secuestro y muerte de Tenório Júnior. Vallejos afirmó que Tenório estuvo preso en la ESMA, lugar que según informes y denuncias, fue escenario de casi cinco mil asesinatos. Vallejos vendía por el mundo información sobre desaparecidos políticos y cobraba por sus entrevistas. 
El grupo brasileño "Tortura Não Mais" confirmó que la muerte de Tenório se produjo en marzo de 1976 en Buenos Aires.
Poco después de la desaparición de Tenório Jr., el cineasta Rogério Lima produjo el cortometraje de 16 mm "Balada para Tenório", en el que entrevista a su familia y amigos.
En 1986, cuando Cláudio Vallejos fue a Brasil, concedió la reveladora entrevista a la revista Senhor, la productora de videos VIDECOM de São Paulo, junto con Rogério Lima, lograron grabar su testimonio, que sirvió de base para el documental "Tenório Jr. .?", que narra la tragedia ocurrida con el músico. Vallejos fue detenido poco después de la entrevista, por orden del entonces ministro de Justicia, Paulo Brossard.
El documental tuvo su estreno en el Festival de Cine y Video de Río de Janeiro. El día anterior al estreno, Cláudio Vallejos fue expulsado de Brasil, luego de tres meses de prisión, sin que, sin embargo, haya sido sometido a un proceso.
En el video, el abogado Luís Eduardo Greenhalgh dice que cree que el arresto de Tenório Júnior fue por error, estaba en "el lugar equivocado en el momento equivocado" y tenía una identificación como miembro del Sindicato de Músicos que podría incriminarlo. Según personas cercanas al pianista, Tenório, aunque era hijo de un jefe de policía, nunca había expresado preferencias político-ideológicas. En una entrevista concedida en 2003, el guitarrista Toquinho afirmó que la apariencia de Tenório pudo haber contribuido a su detención. "Tenório era un tipo original, muy alto, con barba, pelo largo, vestía una capa larga, podría haber sido confundido con alguien".
De esta época ha quedado registro de su piano en algunos de los álbumes antológicos de la música brasileña, como Arte Maior (1963) de Leny Andrade con Tenório Jr. Trio, É Samba Novo (1964) de Edson Machado, O LP (1964) de Os Cobras, Vagamente (1964) de Wanda Sá y Desenhos (1966) de Vitor Assis Brasil. A los 21 años, en 1964, grabó su primer y único disco solista: Embalo.
En 1996, el documental de VIDECOM, "¿Tenório Jr.?", fue actualizado con material de archivo inédito, reeditado y presentado varias veces por la emisora pública TV Cultura de São Paulo.
El cineasta español Fernando Trueba realizó varias entrevistas en Brasil, con conocidos de Tenório, con el equipo de Videcom y con Rogério Lima, para un proyecto aún inédito, para realizar un largometraje documental, o incluso una película de ficción sobre la desaparición del pianista brasileño. 
Pero el proyecto cambió y en 2023 Trueba estrenó una película de animación con Javier Mariscal llamada They Shot the Piano Player (Dispararon al pianista) en el Festival de Cine de San Sebastián.Ese mismo año la editorial Salamandra Graphic publicó la novela gráfica de Trueba y Mariscal de igual nombre que la película.

## Discografía
- Embalo (1964)

## Artistas relacionados
- Beto Guedes
- Danilo Caymmi
- Edu Lobo
- Egberto Gismonti
- Gal Costa
- J.T. Meirelles
- Joyce
- Lô Borges
- Milton Banana
- Milton Nascimento
- Nelson Angelo
- Novelli
- Paulo Moura
- Quarteto em Cy
- Os cobras
- Sidney Miller
- Simone
- Toninho Horta
- Victor Assis Brasil
- Zé Eduardo Nazário